# ストレンジ・ウーマン
「ストレンジ・ウーマン」(Strange Kind of Woman) は、イギリスのロックバンドであるディープ・パープルが、1971年初めに発表したシングル楽曲。全英シングルチャートで最高8位まで上昇するヒットを記録した。

## 解説
「ストレンジ・ウーマン」はアルバム未収録の新曲として、1971年2月にシングル発表された。前作シングルに相当する「ブラック・ナイト (Black Night)」もアルバム未収録の新曲として発表され、全英シングルチャートで最高2位を記録しており、ディープ・パープルにとって、これら2曲だけが全英トップ10入りしたシングル・ヒットとなった。
ディープ・パープルは同年9月にスタジオ・アルバム『ファイアボール (Fireball)』を発表したが、「ストレンジ・ウーマン」は本国イギリスをはじめヨーロッパ各国では収録されなかった。一方、アメリカ合衆国、カナダ、日本では、イギリス盤に収録された「デイモンズ・アイ (Demon's Eye)」に代わって収録された。1996年に発表された同アルバムのCD再発盤には、ロジャー・グローヴァーがリミックスした「Strange Kind Of Woman '96」として追加された。
シングルのB面曲はディープ・パープルのインストゥルメンタル曲「グラブスプラッター (Grabsplatter)」のリフを基に作られた「アイム・アローン (I'm Alone)」で、グローヴァーの回想によれば「夜遅くに1時間ほどでやっつけて、朝5時に録音とミックスをやった」ものだという。同曲も『ファイアボール』には収録されず、後に『The Deep Purple Singles A's and B's』や『ファイアボール』の25周年記念盤に収録された。

## ライブ・アルバムへの収録
「ストレンジ・ウーマン」は発表以来、イアン・ギランがボーカリストであった時期にはステージでほぼ欠かさず取り上げられた。代表的なライブ・アルバム『ライヴ・イン・ジャパン (Made in Japan)』（1972年）をはじめ、公式音源では『イン・コンサート (Deep Purple in Concert)』（1972年演奏）、『In the Absence of Pink』（1985年演奏）、『ノーバディーズ・パーフェクト (Nobody's Perfect')』（1987年演奏）、『トータル・アバンダン (Total Abandon: Australia '99)』（1999年演奏）、『Live at Montreux 2006』（2006年演奏）に収録されている。
ライブ演奏では1970年代以来、ギランがスキャットでリッチー・ブラックモアのギターと即興の掛け合いを展開する演出が続けられている。